# Michal Jiráň
Michal Jiráň (* 8. prosince 1969) je bývalý český fotbalista, záložník.

## Fotbalová kariéra
V československé lize hrál za Bohemians Praha. Nastoupil ve 3 ligových utkáních. Ve druhé nejvyšší soutěži hrál za VTJ Tábor.

## Ligová bilance
| Ročník                                     | Zápasy | Góly | Klub             |
| ------------------------------------------ | ------ | ---- | ---------------- |
| Česká národní fotbalová liga 1988/1989     | 21     | 3    | VTJ Tábor        |
| 1. československá fotbalová liga 1990/1991 | 7      | 0    | Bohemians Praha  |
| 2. česká fotbalová liga 1998/1999          | -      | 16   | FK Admira/Slavoj |
| CELKEM 1. liga                             | 3      | 0    |                  |